# كيمياء البلاديوم العضوي
كيمياء البلاديوم العضوي هي فرع من كيمياء المعادن العضوية التي تتعامل مع مركبات البلاديوم العضوية وتفاعلاتها. غالبًا ما يستخدم البلاديوم كمحفز في اختزال الألكينات والألكاينات بالهيدروجين. وهذه العملية تتضمن تكوين رابطة تساهمية بين البلاديوم والكربون. يبرز البلاديوم أيضًا في تفاعلات ازدواج، كما في التفاعلات الترادفية [الإنجليزية].